# Anne Stine Ingstad

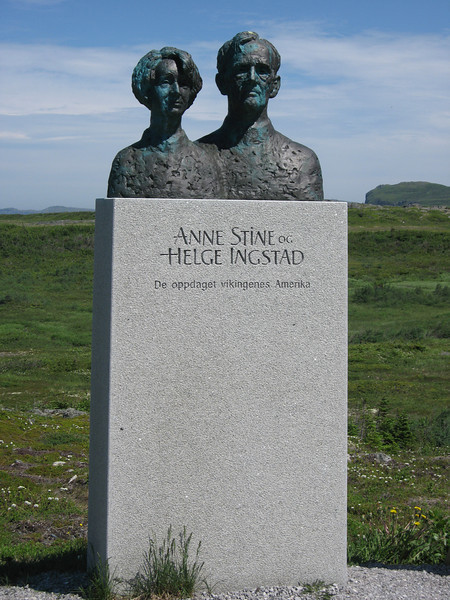
Monument ter ere van Helge en Anne Stine Ingstad in L'Anse aux Meadows

Anne Stine Ingstad, geboren Anne Stine Moe (Lillehammer, 11 februari 1918 – Oslo, 6 november 1997) was een Noorse archeologe. Samen met haar echtgenoot, de ontdekkingsreiziger Helge Ingstad, ontdekte en onderzocht ze een Noordse nederzetting in L'Anse aux Meadows in de Canadese provincie Newfoundland in 1960.

## Biografie
Anne Stine Moe is geboren en getogen in Lillehammer, in de Noorse provincie Oppland. Haar ouders waren advocaat Eilif Moe (1889–1954) en Louise Augusta Bauck Lindeman (1886–1966). Ze was de zus van de Noorse kunsthistoricus en pianist Ole Henrik Moe (1920–2013). Ze trouwde in 1941 met Helge Ingstad, waarna ze zijn wetenschappelijke medewerker werd.
Ze studeerde archeologie aan de Universiteit van Oslo in de jaren vijftig. Ze behaalde in 1960 een masterdiploma in Noordse archeologie. Van 1960 tot 1961 was ze curator bij het Noorse bosbouwmuseum in Elverum.
In 1960 ontdekte het echtpaar een Noordse nederzetting in Newfoundland, na er in die regio specifiek naar op zoek te zijn gegaan op basis van IJslandse saga's. Tussen 1961 en 1968 voerden Helge en Anne Stine archeologisch onderzoek uit op de site, waarbij ze een internationaal team leidden met leden uit Zweden, IJsland, Canada, de VS en Noorwegen. De gevonden overblijfselen bestonden onder meer uit enkele plaggenhuizen, een smederij, kookkuilen en botenhuizen. De 11e-eeuwse nederzetting is de enige gekende Vikingnederzetting in Noord-Amerika (buiten Groenland). Vanwege het grote historische belang werd L'Anse aux Meadows erkend als UNESCO Werelderfgoed en als een National Historic Site of Canada.
Nadat ze in 1977 wetenschappelijk onderzoeker aan de Noorse staat was geworden, begon Anne Stine Ingstad een nieuw onderzoeksgebied, namelijk de verwerking van de textielvondsten van de opgravingen te Kaupang en Oseberg. Na haar onderzoek schreef ze samen met archeoloog Bjørn Myhre en professor Arne Emil Christensen het boek Osebergdronningens grav (1992).
Ingstad overleed in november 1997 op 79-jarige leeftijd. Ze liet haar 98-jarige man Helge en haar dochter Benedicte, hoogleraar medische antropologie aan de Universiteit van Oslo, achter.

## Erkenningen en onderscheidingen
- In 1969 ontving Anne Stine Ingstad een eredoctoraat van de Memorial University of Newfoundland.
- Het "Helge en Anne Stine Ingstad-gebouw" op de Campus St. John's van de Memorial University of Newfoundland is naar haar en haar man vernoemd.
- In 1992 ontving ze een eredoctoraat van de Universiteit van Bergen.
- Ze was commandeur in de Orde van Sint-Olaf.
- Ze werd in 1990 lid van de Noorse Academie van Wetenschappen.
- Ze verscheen tezamen met haar man in 1984 in de documentaire The Vinland Mystery van het National Film Board of Canada.

- Bibsys: 90244846
- Bibliothèque nationale de France: cb12178964q (data)
- Gemeinsame Normdatei: 1135696659
- International Standard Name Identifier: 0000 0001 1480 3427
- Library of Congress Control Number: n85155918
- Nationale Bibliotheek van Tsjechië: mub2017952665
- Nederlandse Thesaurus van Auteursnamen: 07350081X
- LIBRIS: 316522
- Système universitaire de documentation: 030357969
- Virtual International Authority File: 115262338
- WorldCat: E39PBJkxKMk37tYKYwcQwfxFKd